# Ogulnius yaginumai
Espèce
Ogulnius yaginumai est une espèce d'araignées aranéomorphes de la famille des Theridiosomatidae.

## Distribution
Cette espèce est endémique de Palawan aux  Philippines,.

## Description
La femelle holotype mesure 2,04 mm.

## Étymologie
Cette espèce est nommée en l'honneur de Takeo Yaginuma.

## Publication originale
- Brignoli, 1981 : Spiders from the Philippines IV. A new Ogulnius and notes on some other Oriental and Japanese Theridiosomatidae (Araneae). Acta Arachnologica, vol. 30, p. 9-19 (texte intégral).